# Sela, Bijelo Polje
Sela este un sat din comuna Bijelo Polje, Muntenegru. Conform datelor de la recensământul din 2003, localitatea are 61 de locuitori (la recensământul din 1991 erau 92 de locuitori).

## Demografie
În satul Sela locuiesc 52 de persoane adulte, iar vârsta medie a populației este de 44,6 de ani (44,3 la bărbați și 44,9 la femei). În localitate sunt 23 de gospodării, iar numărul mediu de membri în gospodărie este de 2,65.
Populația localității este foarte eterogenă.
|  |

| Demografie | Demografie | Demografie |
| An         | Locuitori  | Locuitori  |
| ---------- | ---------- | ---------- |
|            |            |            |
|            |            |            |
|            |            |            |
|            |            |            |
| 1948       | 169        |            |
| 1953       | 178        |            |
| 1961       | 184        |            |
| 1971       | 166        |            |
| 1981       | 134        |            |
| 1991       | 92         | 85         |
| 2003       | 72         | 61         |

| \| Componența etnică conform recensământului din 2003[2] \| Componența etnică conform recensământului din 2003[2] \| Componența etnică conform recensământului din 2003[2] \| Componența etnică conform recensământului din 2003[2] \| Componența etnică conform recensământului din 2003[2] \| \| ----------------------------------------------------- \| ----------------------------------------------------- \| ----------------------------------------------------- \| ----------------------------------------------------- \| ----------------------------------------------------- \| \| \| \| \| \| \| \| Muntenegreni \| Muntenegreni \| \| 32 \| 52,45% \| \| Sârbi \| Sârbi \| \| 29 \| 47,54% \| \| necunoscută \| necunoscută \| \| 0 \| 0% \| |              |  |    |        |
| Componența etnică conform recensământului din 2003 |              |  |    |        |
| |              |  |    |        |
| Muntenegreni | Muntenegreni |  | 32 | 52,45% |
| Sârbi | Sârbi        |  | 29 | 47,54% |
| necunoscută | necunoscută  |  | 0  | 0%     |